# Körmend
Körmend (deutsch: Kirment, älter auch Girmend) ist eine ungarische Stadt im Komitat Vas mit 11.236 Einwohnern (Stand 2018).
Der Ort wurde 1238 als Curmend terra urkundlich erwähnt. Ladislaus Batthyány-Strattmann gründete in Körmend nach dem Ersten Weltkrieg ein Krankenhaus.

## Städtepartnerschaften
- Fürstenfeld, Österreich
- Groesbeek, Niederlande
- Güssing, Österreich
- Heinävesi, Finnland
- Hermagor, Österreich
- Kranenburg, Deutschland
- Rožnov pod Radhoštěm, Tschechien

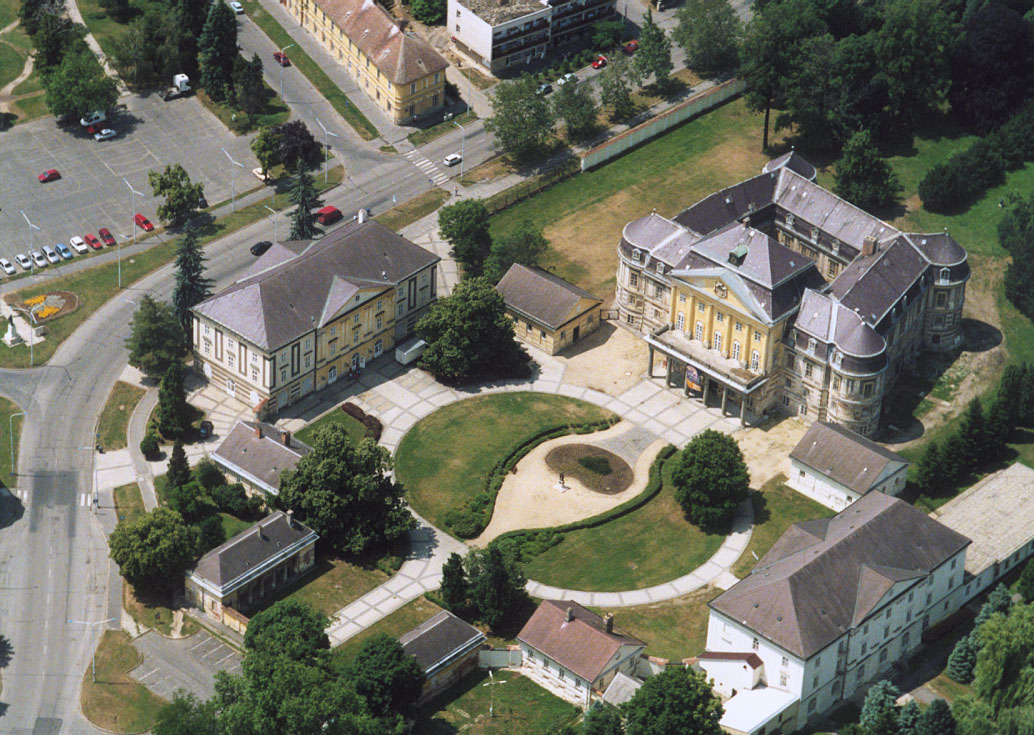
Luftaufnahme: Körmend – Palast

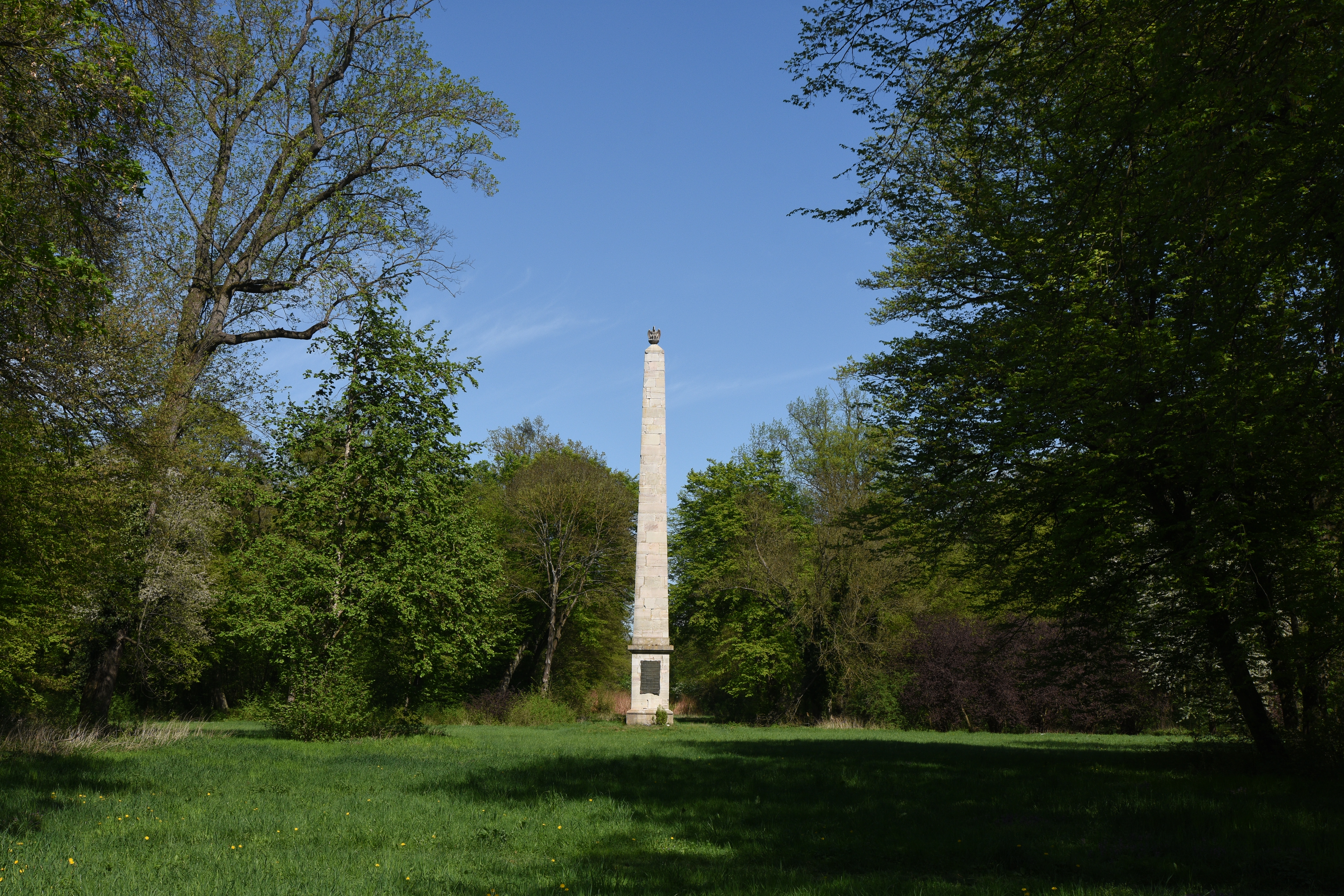
Der Obelisk im Park

- Ubbergen, Niederlande

## Kultur und Sehenswürdigkeiten

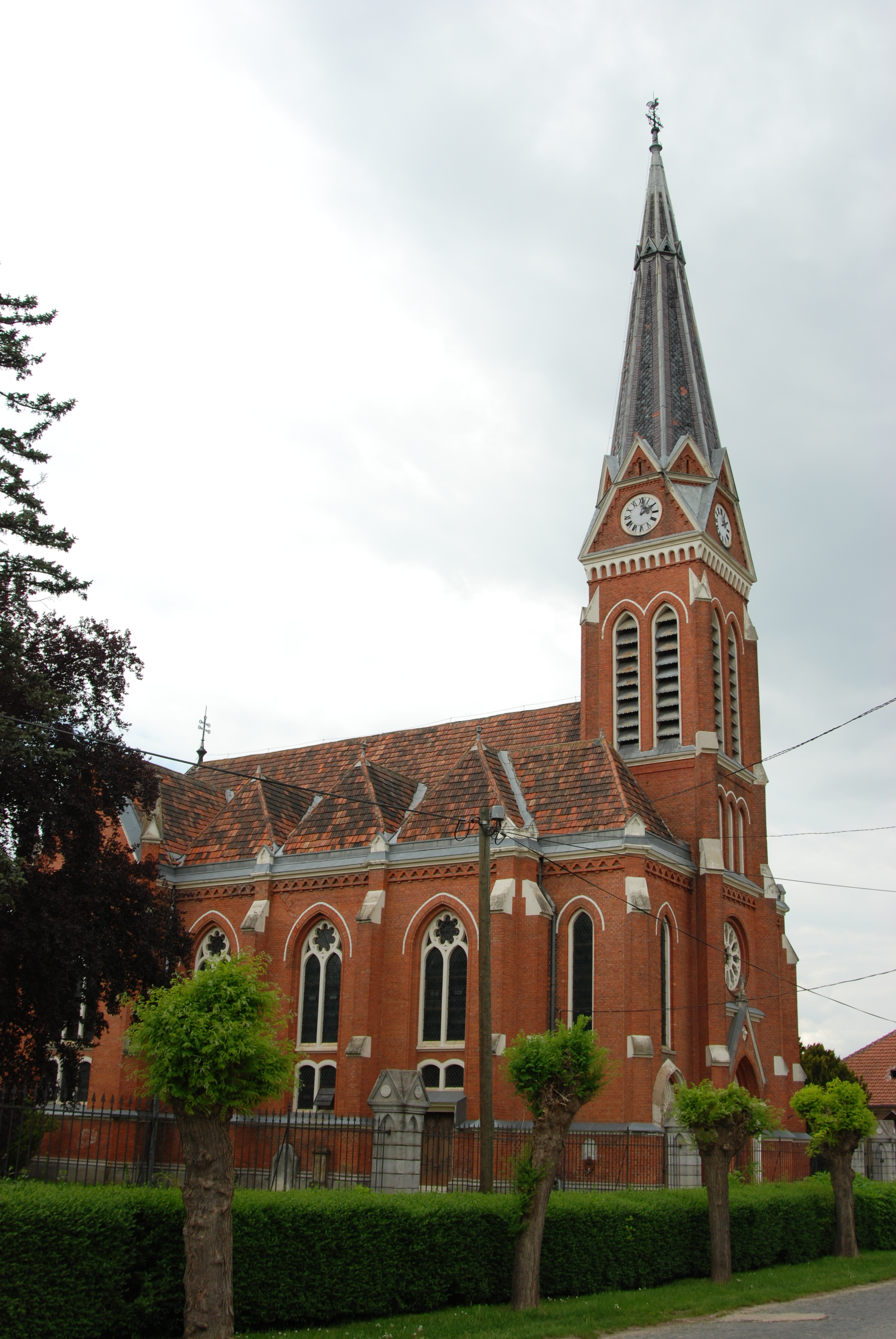
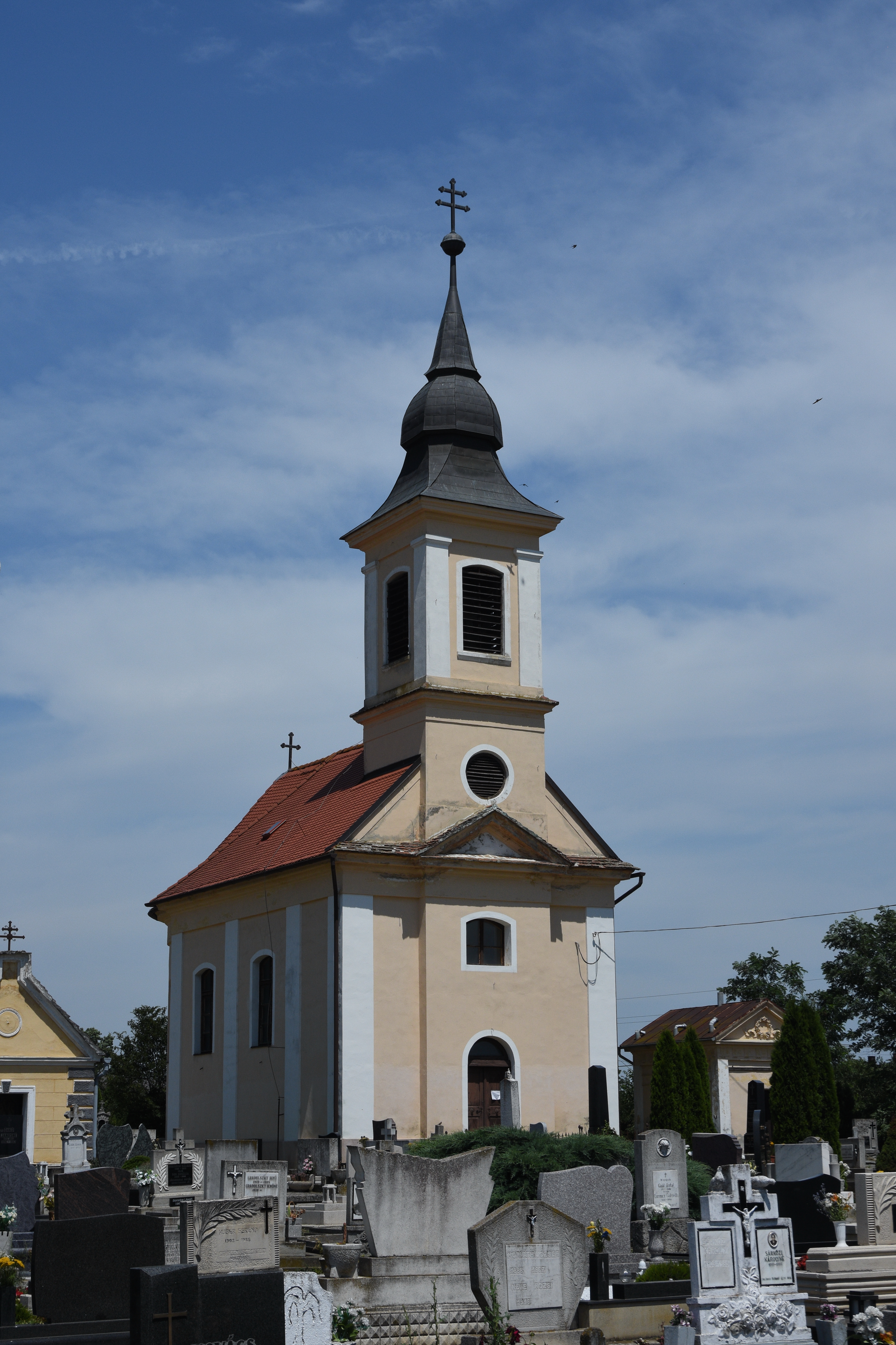
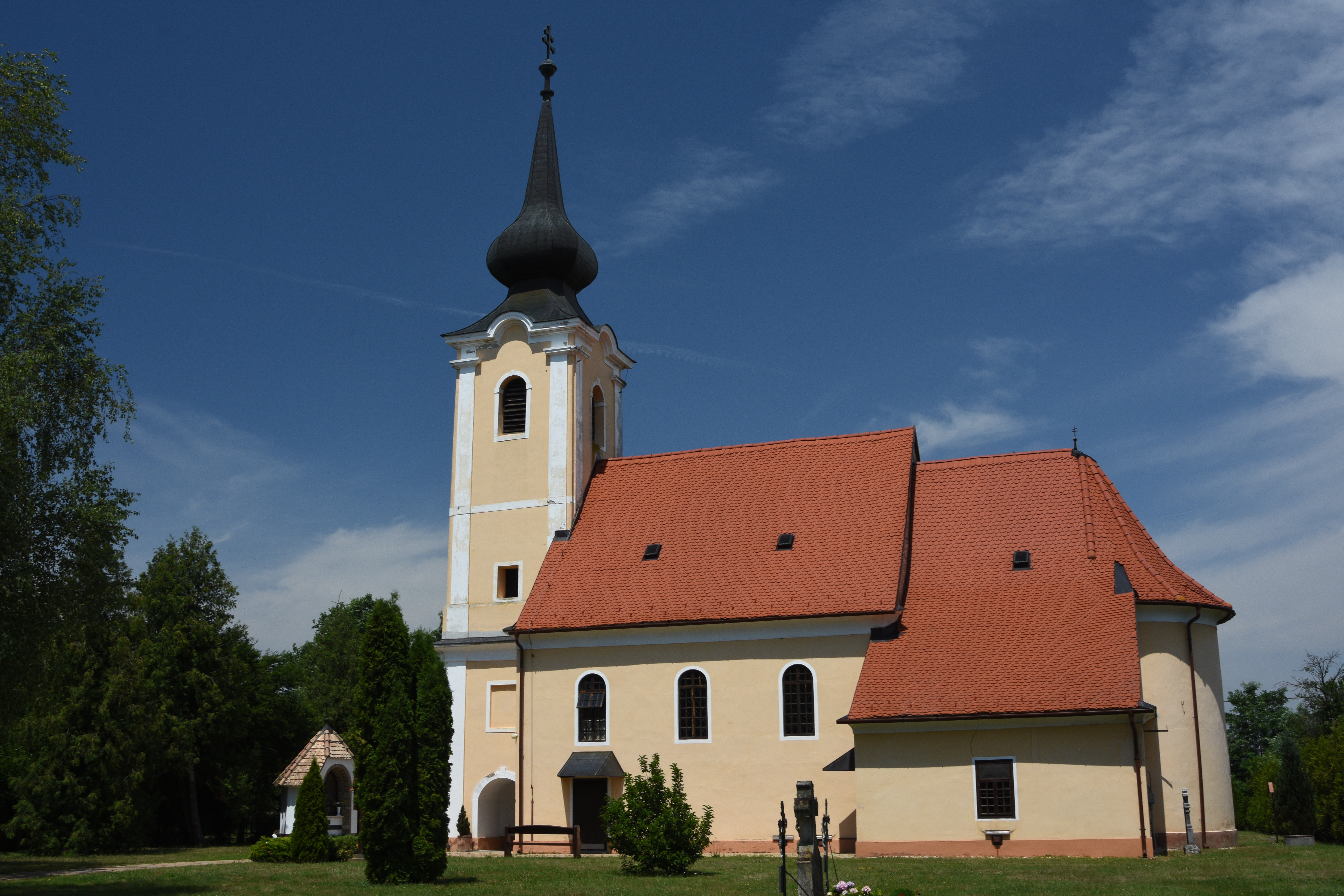
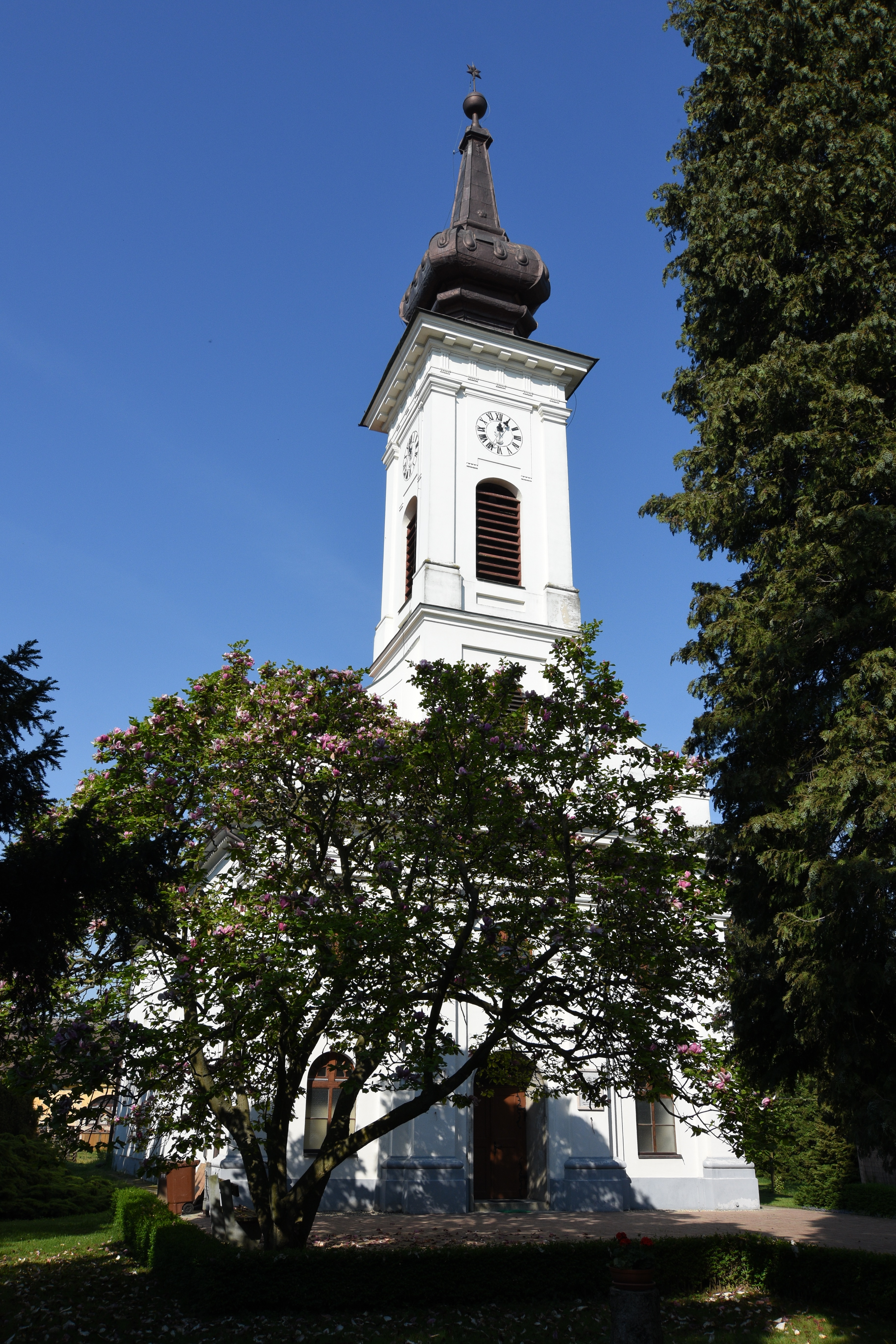
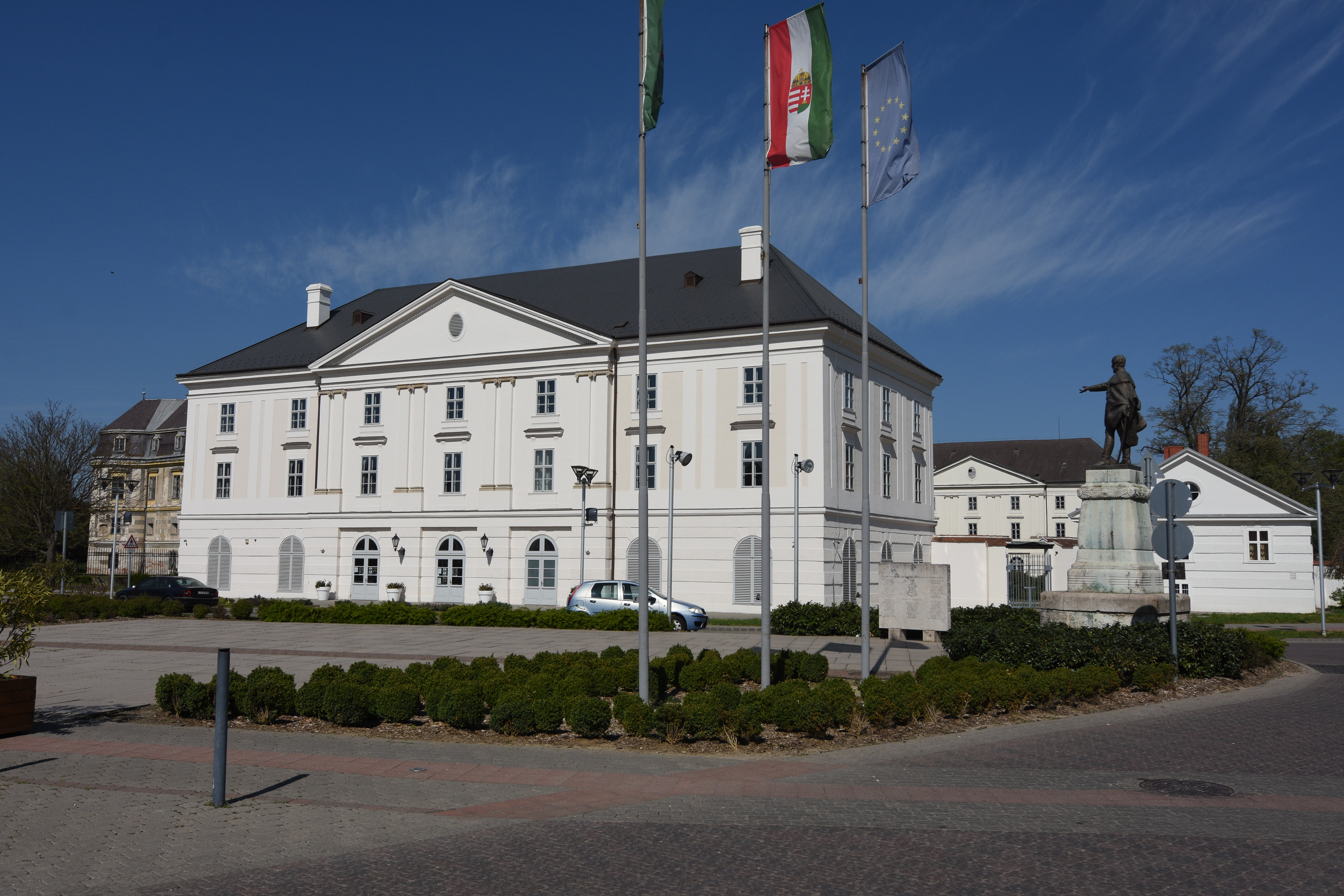

## Wirtschaft
In Körmend ist mit der ADA Hungária Bútorgyár Kft ein großes Produktionswerk von ADA Möbelfabrik GmbH.
Der Stadt ist mit der M80-Schnellstraße seit 21. Oktober 2021 erreichbar.

## Söhne und Töchter der Stadt
- Friedrich Pfohl (1919–2005), österreichischer Industrieller und Politiker
- Péter Besenyei (* 1956), Kunstflugpilot
- Antal Rogán (* 1972), Wirtschaftswissenschaftler und Politiker
- Krisztián Pars (* 1982), Hammerwerfer